# Grégory Lorenzi
Grégory Lorenzi (* 17. Dezember 1983 in Bastia) ist ein ehemaliger französischer Fußballspieler, der zuletzt für Stade Brest aktiv war.

## Laufbahn
Grégory Lorenzi spielte nach seinen Jugendjahren beim SC Bastia und dem FC Nantes für Excelsior Mouscron (2004–2005) und RAEC Mons (2013/14) in der ersten belgischen Liga (77 Spiele, 4 Tore), für den AC Arles-Avignon und Stade Brest in der ersten französischen Liga (39 Spiele, 1 Tor), für den Bastia und Brest in der zweiten französischen Liga (135 Spiele, 9 Tore). Im Oktober 2014 machte er beim deutschen Drittligisten Jahn Regensburg ein Probetraining und wurde anschließend bis zum Saisonende verpflichtet. Nachdem der Abstieg der Regensburger am Ende der Saison besiegelt war, wechselte Lorenzi zurück in seine französische Heimat zu Stade Brest, für den er bereits von 2008 bis 2013 gespielt hatte.